# Gerrit Jan Michaëlis
Gerrit Jan Michaëlis (Amszterdam, 1775. április 17. – Haarlem, 1857. október 31.) holland festő.

## Életútja

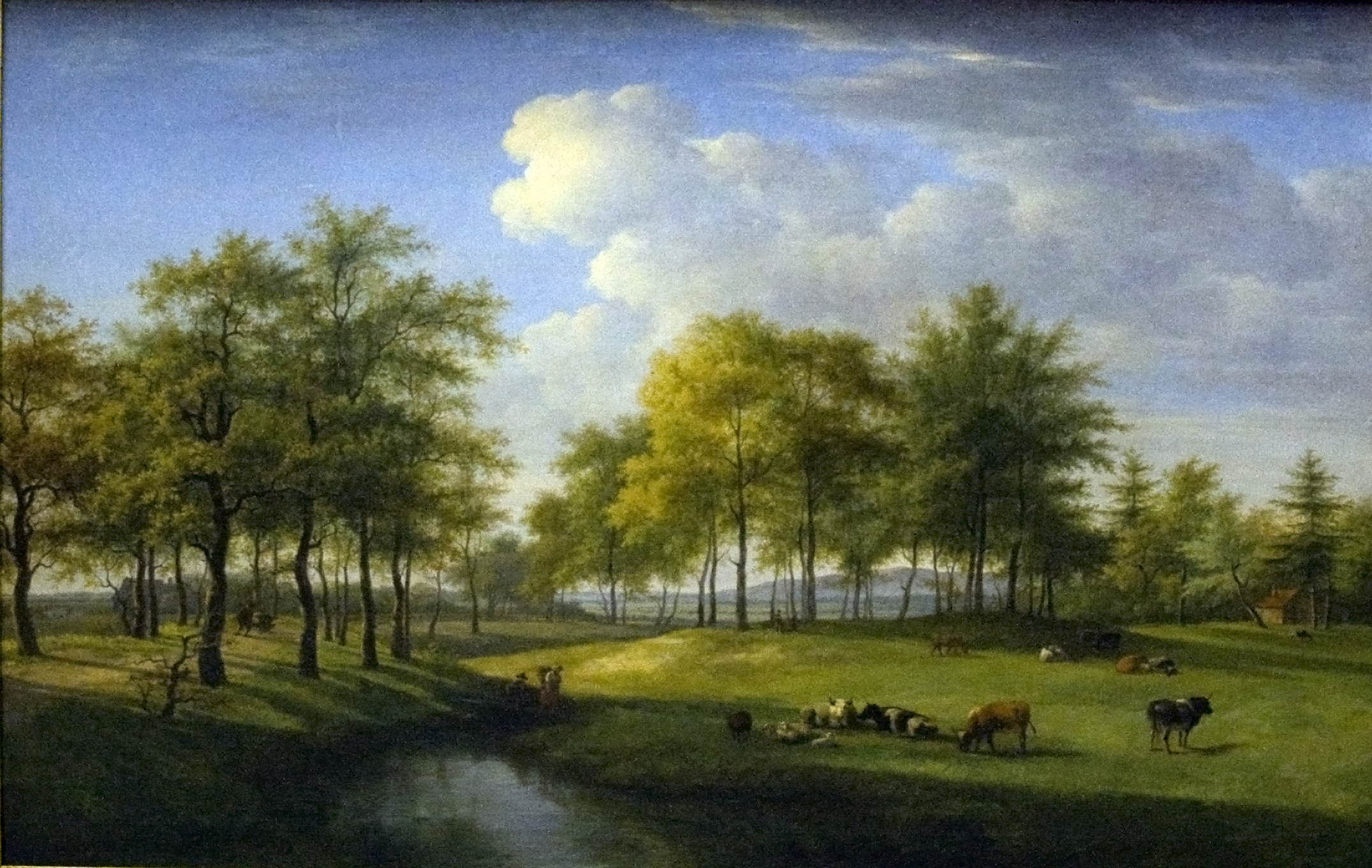
Vogelenzangi tájkép (1834)

Apja H.C. Michaëlis holland szobrász volt, aki az amszterdami Királyi Szépművészeti Akadémián (Koninklijke Academie voor Beeldende Kunsten) tanult, majd később az amszterdami festőtársaság (Tekengenootschap Zonder Wet of Spreuk) tagja lett. Gerrit George Nikolaus Ritter és Jurriaen Andriessen tanítványa volt. 1805-ben elnyerte a Felix Meritis festőegyesület díját. Későbbi pályázatokra (1808, 1810, 1813, 1814, 1816 és 1818) is küldött be munkákat, nagy sikerrel. 1819-ben Haarlembe költözött, ahol Wybrand Hendricks örökébe lépett mint a Teylers Múzeum szépművészeti gyűjteményének kurátora. A későbbiekben ő lett a Haarlem Stadstekenacademie igazgatója. Gerrit Jan Michaëlis elsősorban tájképeiről ismert.
Jelentősebb festményei:
- Haarlemi erdős tájkép, szélmalommal és egy párral
- Vogelenzangi tájkép
- Az arnhemi híd
- Tűz a szénakazalban

## Fordítás
Ez a szócikk részben vagy egészben  a   Gerrit Jan Michaëlis című angol Wikipédia-szócikk ezen változatának fordításán alapul.  Az eredeti cikk szerkesztőit annak laptörténete sorolja fel. Ez a jelzés csupán a megfogalmazás eredetét és a szerzői jogokat jelzi, nem szolgál a cikkben szereplő információk forrásmegjelöléseként.